# Platina(II)chloride
Platina(II)chloride is een platinazout van waterstofchloride, met als brutoformule PtCl2. De stof komt voor als geurloze olijfgroene kristallen, die onoplosbaar zijn in water. Het is een belangrijke precursor bij de synthese van andere platinaverbindingen.

## Synthese
Platina(II)chloride kan bereid worden door hexachloorplatinazuur te verhitten in lucht tot 350°C:
{\displaystyle \mathrm {H_{2}PtCl_{6}\ {\xrightarrow {\Delta T}}\ PtCl_{2}\ +\ Cl_{2}\ +\ 2\ HCl} }
Deze methode is gemakkelijk, omdat hexachloorplatinazuur kan bereid worden door platina op te lossen in koningswater.
De rechtstreekse chlorering van platina met chloorgas leidt niet tot platina(II)chloride, maar tot vorming van platina(IV)chloride. Dit platina(IV)chloride kan echter thermisch ontleed worden door verhitting tot 450°C:
{\displaystyle \mathrm {PtCl_{4}\ {\xrightarrow {\Delta T}}\ PtCl_{2}\ +\ Cl_{2}} }
Een dergelijke transformatie wordt hoofdzakelijk gedreven door een stijging van de entropie.

## Structuur
Platina(II)chloride is qua kristalstructuur vergelijkbaar met palladium(II)chloride. Er bestaan twee kristalvormen: een α-vorm (polymeer) en een β-vorm (hexameer). De β-vorm, die een hexagonale kristalstructuur aanneemt, wordt bij 500°C omgezet in de α-vorm. In deze β-vorm bedraagt de afstand tussen twee naburige platina-atomen 332 tot 340 pm. In beide kristalstructuren wordt platina omringd door 4 chloride-liganden en ieder chlooratoom verbindt twee platina-atomen.

## Eigenschappen en toepassingen
Met platina(II)chloride kunnen carbeencomplexen gevormd worden: dit kan door het zout te verhitten met een imidazoliumzout en natriumacetaat in DMSO.
Verder is platina(II)chloride in staat om met verschillende liganden (ammoniak, trifenylfosfine, 1,5-cyclo-octadieen) te coördineren, hetgeen complexen oplevert die onder meer als katalysator kunnen ingezet worden. Een bekend voorbeeld is cisplatine, dat gevormd wordt door behandeling van platina(II)chloride met ammoniak:
{\displaystyle \mathrm {PtCl_{2}\ +\ 2\ NH_{3}\ \longrightarrow \ [Pt(NH_{3})_{2}]Cl_{2}} }

## Toxicologie en veiligheid
Platina(II)chloride is irriterend voor de ogen en de huid. Het kan allergische reacties veroorzaken. Bij inhalatie kan irritatie van de keel en de luchtwegen optreden.